# W. Sauer Orgelbau Frankfurt (Oder)
W. Sauer Orgelbau Frankfurt (Oder) ist eine deutsche Orgelbauwerkstatt, die 1857 von Wilhelm Sauer gegründet wurde. Sie ging 1917 in Besitz von Walcker aus Ludwigsburg über, bewahrte jedoch unter ihrem Werkstattleiter Karl Ruther ihre Eigenständigkeit einschließlich Namen. Sie gehörte im 19. und in der ersten Hälfte des 20. Jahrhunderts zu den größten Orgelbauern in Deutschland. Nach der deutschen Wiedervereinigung, 1996 erfolgte die Umwandlung in eine GmbH mit Sitz und Werkstatt in Müllrose (Brandenburg) und im Jahr 2000 eine Neugründung. Die Firma besteht bis heute.

## Geschichte

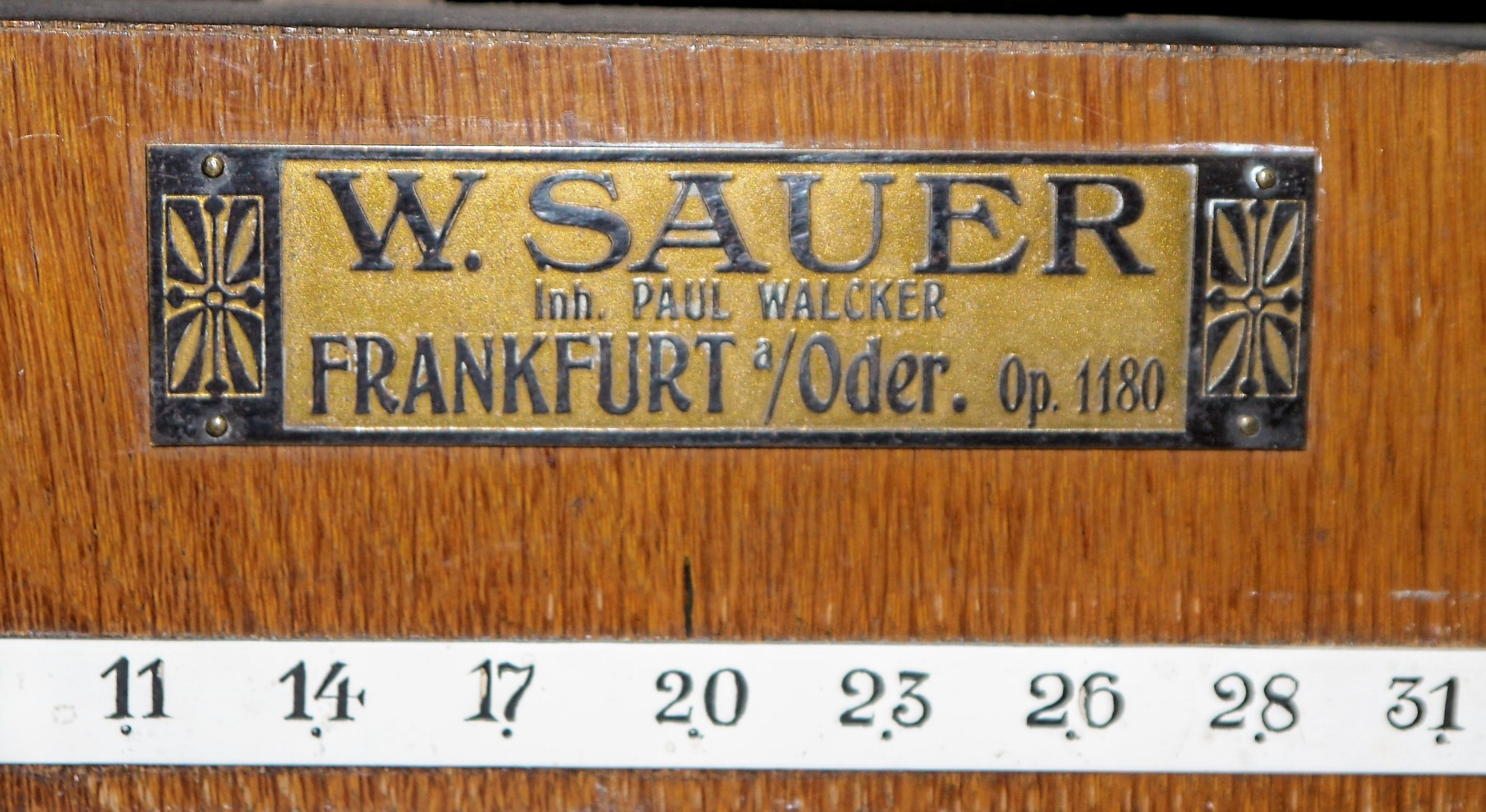
Firmenschild in Berlin-Tempelhof (1915)

Das Unternehmen entwickelte sich in der zweiten Hälfte des 19. Jahrhunderts zum führenden Orgelbau in Preußen. Wilhelm Sauer setzte sich 1910 zur Ruhe und verkaufte seinen Betrieb an Paul Walcker, der seit 1892 Betriebsleiter und seit 1894 stellvertretender Geschäftsführer war. Dessen Neffe Oscar Walcker (1869–1948) aus Ludwigsburg übernahm 1917 das Unternehmen, das seitdem unter dem Namen „Wilhelm Sauer (Inh. Oscar Walcker)“ firmierte. Vor dem Zweiten Weltkrieg waren zwischen 100 und 120 Mitarbeiter beschäftigt. Gegen Ende des Krieges, der die Werkstätten zum großen Teil zerstört hatte, wurden diese geplündert und als Entlausungsanstalt genutzt. Anton Spallek wagte einen Neuanfang. Ende 1945 waren sechs Mitarbeiter beschäftigt, in den 1960er Jahren um die 30 Mitarbeiter. Anton Spalleks Sohn Gerhard, der 1945 als Lehrling in die väterliche Werkstatt eingetreten war und 1962 die Meisterprüfung als Orgelbauer ablegte, wurde 1966 die Leitung übertragen.

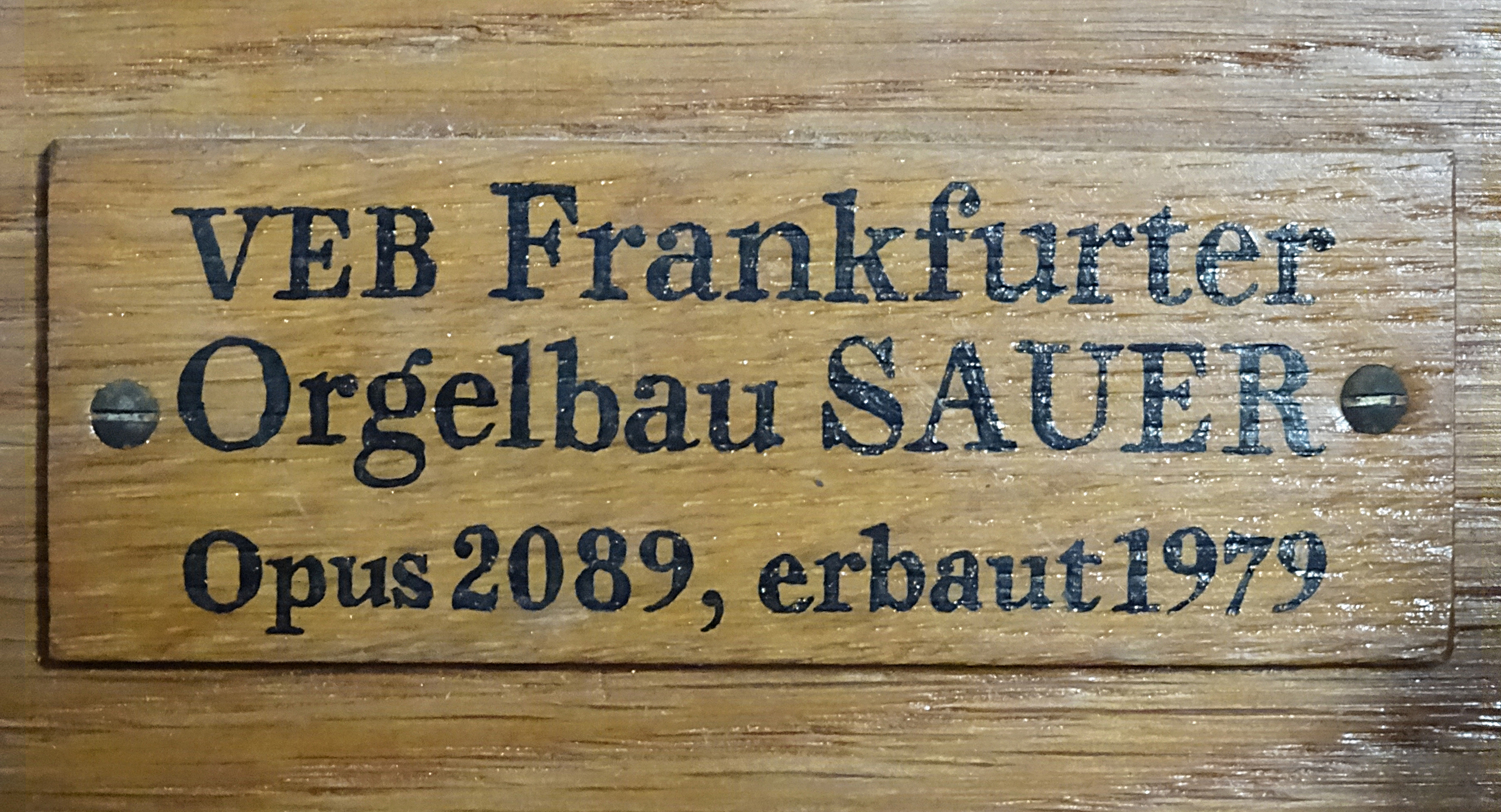
Plakette in St. Sixtus (Ermsleben)

1972 folgte die Verstaatlichung als „VEB Frankfurter Orgelbau Sauer“, die Mitarbeiterzahl betrug 40, Gerhard Spallek wurde Betriebsdirektor. Am 7. September 1990 erfolgte die Reprivatisierung als „W. Sauer Orgelbau (Inh. Werner Walcker-Mayer)“. Gerhard Spallek fungierte als Geschäftsführer. 1994 wurden neue Werkstätten in Müllrose bezogen. Ab 1996 firmierte das Unternehmen unter „W. Sauer Orgelbau (Frankfurt/Oder) Dr. Walcker-Mayer GmbH & Co. KG“. Mit Insolvenz des Walcker-Stammhauses in Kleinblittersdorf im Jahr 1999 schied Werner Walcker-Mayer als Eigentümer und Geschäftsführer von W. Sauer Orgelbau aus. Das mit Gewinn arbeitende Müllroser Unternehmen sollte in die Konkursmasse einbezogen werden. Der Insolvenzverwalter gab vier engagierten Männern, die ein erhebliches Eigenkapital einbrachten und riskierten, den Zuschlag für die Neugründung des Betriebes, der seit dem 27. Januar 2000 unter dem Namen „W. Sauer Orgelbau Frankfurt (Oder) GmbH“ firmiert und im Juni des gleichen Jahres ins Handelsregister eingetragen wurde. Er wird seitdem von diesen vier Gesellschaftern geleitet.

## Werk
Wilhelm Sauer schuf Orgeln im spätromantischen Stil und verwendete die Kegellade. In nahezu industrieller Weise wurden Instrumente in großer Anzahl produziert, aber in der Regel auf solide Materialien Wert gelegt. Bis 1910 entstanden 1100 Orgeln. Allein in Berlin baute Sauer 70 Orgeln. Unter Paul Walcker, der auf die Taschenlade umstieg, entstanden 90 Orgeln in sieben Jahren. Bis zum Zweiten Weltkrieg wuchs die Anzahl Orgelneubauten unter Oscar Walcker auf etwa 1600 an. Das Unternehmen kehrte vor der Verstaatlichung zur überwiegenden Herstellung mechanischer Schleifladen zurück. Nach 1972 nahm der Export in osteuropäische Länder stark zu. Im Jahr 2011 wurde das Opus 2276 fertiggestellt.

## Werkliste (Auswahl)
Orgeln bis zum Verkauf des Unternehmens an Paul Walcker am 1. Oktober 1910 finden sich im Artikel Wilhelm Sauer.
Die Größe der Instrumente ist durch die Anzahl der Manuale (römische Zahl) und die Anzahl der klingenden Register (arabische Zahl) angegeben. Ein selbstständiges Pedal ist durch ein großes „P“ gekennzeichnet. Eine Kursivschreibung zeigt an, dass die betreffende Orgel nicht mehr oder nur noch der Prospekt erhalten ist.
| Jahr               | Opus | Ort                                 | Gebäude                                       | Bild             | Manuale | Register | Info |
| ------------------ | ---- | ----------------------------------- | --------------------------------------------- | ---------------- | ------- | -------- | --- |
| 1910               | 1102 | Wustrau                             | Dorfkirche                                    |                  | II/P    | 10       | Umbau einer Orgel von Lütkemüller auf pneum. Kegelladen und Anbau eines neuen seitlichen Spieltisches, 1980 Reparatur, 1989 Reinigung durch Christian Scheffler →Orgel                                                                              |
| 1911               | 1111 | Heinersdorf                         | Dorfkirche                                    |                  | II/P    | 12       | Nach dem Zweiten Weltkrieg war die Orgel in einem desolaten Zustand und nicht mehr bespielbar. Zu ihrem hundertjährigen Jubiläum 2011 konnte sie wieder eingeweiht werden, nachdem sie in mehreren Bauabschnitten von Sauer restauriert worden war. |
| 1913               | 1158 | Berlin-Pankow                       | Hoffnungskirche                               |                  | II/P    | 29       | Prospekt und 9 Register erhalten → Orgel |
| 1913               | 1160 | Breslau                             | Jahrhunderthalle                              |                  | V/P     | 206 + 2  | → Hauptartikel : Orgel der Jahrhunderthalle (Breslau) |
| 1915               | 1182 | Hermannstadt                        | Stadtpfarrkirche                              |                  | IV/P    | 78       | 1998 restauriert. |
| 1917               |      | Eilenburg                           | Nikolaikirche                                 |                  |         |          | Im April 1945 durch amerikanischen Artilleriebeschuss zerstört |
| 1923               | 1263 | Gleiwitz                            | Erzengel-Michael-Kirche                       |                  | II/P    | 16       | Ursprünglich Privateigentum in Breslau, nach Gleiwitz nach dem Zweiten Weltkrieg geholt, der Spieltisch befindet sich auf der linken Seite, sehr guter Zustand                                                                                      |
| 1925               |      | Striegau                            | Basilika St. Peter und Paul                   |                  | III/P   | 53       | |
| 1925               | 1307 | Halle (Saale)                       | Moritzkirche                                  |                  | III/P   | 59       | pneumatische Traktur → Orgel |
| 1925               | 1308 | Vieselbach                          | Heiligkreuzkirche                             |                  | III/P   | 33       | pneumatische Taschenlade, Stiftung des Gutsbesitzers Otto Lippold zum Gedenken an seinen im Ersten Weltkrieg gefallenen Sohn; 2003–2006 Restaurierung durch Christian Scheffler aus Sieversdorf bei Frankfurt an der Oder                           |
| 1926–1928          |      | Görlitz                             | St. Peter und Paul                            |                  | IV/P    | 89       | elektro-pneumatisch, hinter Prospekt von Eugenio Casparini (1703); 1978 aufgrund von Baufälligkeit abgebrochen und 1997 ersetzt |
| 1927               |      | Magdeburg                           | Stadthalle                                    |                  | IV/P    | 131      | elektro-pneumatische Trakturen, Spieltisch im Orchester, 18 m von der Orgel entfernt, Fernwerk in der Halle, am 16. Januar 1945 durch Bombenangriff zerstört                                                                                        |
| 1928               |      | Bremen-Mitte                        | Die Glocke                                    |                  | IV/P    | 76       | pneumatische Taschenladen, elektro-pneumatische Trakturen; 2006 Restaurierung durch Christian Scheffler |
| 1929               | 1404 | Strausberg                          | Marienkirche                                  |                  | III/P   | 37       | 2011–2015 Restaurierung durch Christian Scheffler (Sieversdorf). → Orgel |
| 1930               |      | Bielefeld                           | Rudolf-Oetker-Halle                           |                  | III/P   | 53       | 1953 Umbau, 1973 neuer Spieltisch und Änderung der Disposition durch Willi Peter |
| 1931               |      | Güstrow                             | St. Marien                                    |                  | III/P   | 35       | hinter dem Prospekt von Paul Schmidt mit elektropneumatischen Taschenladen; heute III/P/43 |
| 1931               |      | Berlin-Dahlem                       | Jesus-Christus-Kirche                         |                  |         |          | 1970 Neubau von Emil Hammer unter Nutzung von Sauer-Registern. |
| 1934               | 1498 | Hohensalza heute Inowrocław (Polen) | Kirche St. Nikolaus                           |                  | III/P   | 44       | erbaut für die ev. Kirche in Bernstadt an der Weide (Niederschlesien); 1948, nach der Schließung der Kirche zum Verkauf angeboten; am 01.10.1950 in der Nikolauskirche in Betrieb genommen                                                          |
| 1937               | 1516 | Berlin-Hermsdorf                    | Apostel-Paulus-Kirche                         |                  | III/P   | 37       | → Orgel |
| 1938               |      | Rostock                             | Marienkirche                                  |                  | IV/P    | 83       | Erweiterungsumbau mit elektro-pneumatischer Traktur → Orgel |
| 1938               |      | Kopenhagen, Dänemark                | St. Petri                                     |                  | III/P   | 42       | einzige erhaltene Sauer-Orgel in Skandinavien |
| 1939               | 1600 | Neuruppin                           | St. Marien                                    |                  | IV/P    | 76       | Unter Verwendung der Vorgängerorgel von Albert Hollenbach; zweiteilig mit Chororgel; Disposition von Georg Kempff; seit etwa 1978 unspielbar |
| 1939               | 1615 | Berlin-Bohnsdorf                    | Dorfkirche                                    |                  | II/P    | 13       | 1969 durch Sauer umgebaut, 2009 Restaurierung durch Christian Scheffler (Sieversdorf); → Orgel |
| 1940               | 1631 | Bunzlau                             | „Begräbniskirche“                             |                  |         |          | |
| 1949               |      | Berlin-Hermsdorf                    | Dorfkirche                                    |                  | II/P    | 19       | |
| 1951               | 1692 | Berlin-Bohnsdorf                    | Paul-Gerhardt-Gemeindeheim                    |                  | II/P    | 12       | → Orgel |
| 1954               | 1707 | Eichwalde                           | Eben-Ezer-Kapelle                             |                  | II/P    | 9        | 2006 überholt → Orgel |
| 1955               |      | Berlin-Treptow                      | Neuapostolische Kirche                        |                  | II/P    | 30       | → Orgel |
| 1957               | 1715 | Berlin-Niederschöneweide            | Friedenskirche                                |                  | II/P    | 20       | → Orgel |
| 1957               | 1716 | Züssow                              | Kirchsaal des Diakonievereins                 |                  | II/P    | 17       | → Orgel mit rein mechanischen Schleifladen, steht seit 2010 im Orgelmuseum Malchow |
| 1959               | 1721 | Woldegk                             | St. Petri                                     |                  | II/P    | 16       | pneumatische Kegelladen; saniert 2011 nach Wasserschaden → Orgel |
| 1960               | 1729 | Berlin-Mitte                        | Sankt-Michael-Kirche                          |                  | II/P    | 25       | elektropneumatische Traktur → Orgel |
| 1961               | 1723 | Erkner                              | Genezareth-Kirche                             |                  | III/P   | 40       | → Orgel |
| 1964               |      | Sachsenhausen                       | Dorfkirche Sachsenhausen                      | Orgel auf Empore | II/P    | 10       | Erste Sauer-Orgel von 1914 im Jahr 1961 zerstört, 1964 ersetzt |
| 1966               | 1770 | Wismar                              | Marienkirche                                  |                  | II/P    | 16       | → Orgel |
| 1968               | 1839 | Birkenwerder                        | Evang. Kirche                                 |                  | II/P    | 12       | → Orgel |
| 1968               |      | Lübeck                              | Dietrich-Bonhoeffer-Kapelle                   |                  | I/P     | 8        | |
| 1969               |      | Lübeck                              | St. Stephanus                                 |                  | II/P    | 17       | |
| 1971               | 1955 | Ribnitz-Damgarten                   | St.-Bartholomäus-Kirche                       |                  | II/P    | 14       | → Orgel |
| 1972               |      | Rambin                              | Pfarrkirche                                   |                  | I/P     | 8        | |
| 1974               | 2008 | Nordhausen                          | St. Maria auf dem Berg                        |                  | I/P     | 8        | |
| 1974               |      | Jaroslawl                           | L.-W.-Sobinow-Konzertsaal                     |                  |         |          | Aufstellung mit der Organistin Ljubow Schischchanowa |
| 1975               | 2026 | Rostock                             | Christuskirche                                |                  | II/P    | 17       | → Orgel |
| 1976               | 2041 | Berlin-Kreuzberg                    | Neuapostolische Kirche                        |                  | I/p     | 4        | |
| 1976               |      | Berlin-Weißensee                    | Pfarrkirche                                   |                  | II/P    | 15       | → Orgel |
| 1976               | 2046 | Elsholz                             | Dorfkirche                                    |                  | I/P     | 6        | → Orgel |
| 1977               |      | Gera                                | Bühnen der Stadt Gera                         |                  | III/P   | 50       | |
| 1977               | 2063 | Treuenbrietzen                      | St. Nikolai                                   |                  | I/P     | 8        | → Orgel |
| 1978               | 2076 | Görlitz                             | Klosterkirche St. Johannes und St. Franziskus |                  | I/P     | 4        | |
| 1980               |      | Halle (Saale)                       | Konzerthalle St.-Ulrich-Kirche                |                  | III/P   | 56       | → ausführliche Beschreibung der Orgel, 2019 umintoniert und mit Setzeranlage versehen |
| 1982               |      | Eisenhüttenstadt                    | Gemeindezentrum Eisenhüttenstadt              |                  |         |          | |
| 1983               | 2140 | Wittenberg                          | Stadtkirche                                   |                  | III/P   | 53       | Erweiterungsumbau der VorgängerorgelOrgel |
| 1983               | 2145 | Angermünde                          | St. Marien                                    |                  | I/p     | 4        | Kleinorgel |
| 1983               | 2148 | Raila                               | Emmauskapelle                                 |                  | I/p     | 4        | → Orgel |
| 1984               |      | Neuruppin                           | Klosterkirche St. Trinitatis                  |                  | II/P    | 24       | → Orgel |
| 1984               | 2167 | Halle (Saale)                       | Johanneskirche (Gemeindehaus)                 |                  | I/-     | 3        | → Orgel |
| 1985               | 2173 | Halle (Saale)                       | Johanneskirche (Gemeindehaus)                 |                  | I/p     | 4        | → Orgel |
| 1986               | 2184 | Grochwitz                           | St. Maria                                     |                  | I       | 3        | → Orgel |
| 1986               | 2198 | Zingst                              | Peter-Pauls-Kirche                            |                  | II/P    | 17       | Im historischen Gehäuse von Friedrich Albert Mehmel → Orgel |
| 1987               | 2181 | Dnipro                              | Haus der Orgel- und Kammermusik               |                  |         | 30       | |
| 1987               | 2207 | Jena                                | Volkshaus Jena                                |                  | III/P   | 61       | → Orgel |
| 1988               | 2216 | Schwedt/Oder                        | St. Mariä Himmelfahrt                         |                  | II/P    | 17       | → Orgel |
| 1988               | 2217 | Wolgast                             | St.-Petri-Kirche                              |                  | II/P    | 22       | → Orgel |
| 1989               | 2228 | Hermsdorf                           | St. Salvator                                  |                  | II/P    | 17       | → Orgel |
| 1989               | 2230 | Giebichenstein                      | St. Norbert                                   |                  | II/P    | 12       | Ersatz für eine unspielbare Orgel, Standort Westempore, Beitrag zur Orgel |
| 1995               |      | Köln                                | St. Michael                                   |                  | III/P   | 37       | Erbaut unter Einbeziehung von Teilen einer Vorgängerorgel sowie einer englischen Orgel von 1880 |
| 1998–2000          | 2264 | Weimar                              | Herderkirche                                  |                  | III/P   | 53       | im historischen Gehäuse von Johann Gottlob Trampeli (1812); Rekonstruktion der Vorgängerorgel von Eberhard Friedrich Walcker (1907) unter Einbeziehung von 36 Registern der Sauer-Orgel von 1953/1964                                               |
| 2004               | 2272 | Oberkassel (Düsseldorf)             | Auferstehungskirche                           |                  | III/P   | 65       | [ 25 ] |
| 2006               | 2273 | Berlin-Kladow                       | Mariä Himmelfahrt                             |                  | II/P    | 19+4     | → Orgel |
| 1994–2007          | 2260 | Berlin-Pankow                       | Hoffnungskirche                               |                  | II/P    | 33       | Neubau in mehreren Bauabschnitten unter Einbeziehung des Prospekts und 9 Registern der Vorgängerorgel von Sauer (1913) und weiterer 10 Register aus der abgebrochenen Sauerorgel des Krematoriums Berlin-Baumschulenweg → Orgel                     |
| 2010               | 2275 | Holle                               | St.-Martins-Kirche                            |                  | II/P    | 22       | Neubau nach Kirchenbrand 2007, fünf Transmissionen |
| 2008 / 2014 / 2022 | 2277 | St. Pölten                          | Prandtauerkirche                              |                  | III/P   | 63       | Orgel (II/P/23) von 1904/1939 aus der Franziskanerkirche in den technischen Neubau der Orgel und in ein neues Gehäuse in der Prandtauerkirche integriert. 17 Prospektpfeifen stammen aus der Votivkirche.                                           |